# Hrabstwo Newaygo
Hrabstwo Newaygo (ang. Newaygo County) – hrabstwo w stanie Michigan w Stanach Zjednoczonych. Obszar całkowity hrabstwa obejmuje powierzchnię 861,39 mil2 (2 231,01 km²). Według danych z 2010 r. hrabstwo miało 48 460 mieszkańców. Hrabstwo powstało w 1840 roku i nosi imię indiańskiego wodza plemienia Czipejów, który był sygnatariuszem traktatu z Saginaw w 1819 roku.

## Sąsiednie hrabstwa
- Hrabstwo Lake (północ)
- Hrabstwo Osceola (północny wschód)
- Hrabstwo Mecosta (wschód)
- Hrabstwo Montcalm (południowy wschód)
- Hrabstwo Kent (południe)
- Hrabstwo Muskegon (południowy zachód)
- Hrabstwo Oceana (zachód)
- Hrabstwo Mason (północny zachód)

## Miasta
- Fremont
- Grant
- Newaygo
- White Cloud

## Wioski
- Hesperia